# Wilfried Haesen
Wilfried Haesen (* 1. Januar 1943 in Berlin; † 3. August 2015) war ein deutscher Jurist und Staatssekretär in Berlin.

## Leben
Haesen absolvierte ein Studium der Rechtswissenschaften und wurde im Jahr 1970 in Köln promoviert. Er war seit dem Jahr 1973 in der Bundesverwaltung tätig: in den Bundesministerien für Wirtschaftliche Zusammenarbeit, für Forschung und Technologie und für Finanzen, dort als Ministerialdirigent. 
In den Jahren 1989 bis 1991 amtierte er im Senat Momper als Staatssekretär für Bundes- und Europaangelegenheiten des Landes Berlin. Danach wechselte er in die Privatwirtschaft und war später als Rechtsanwalt tätig.
Haesen gehörte der SPD seit 1970 an.